# El Cordobés
Manuel Benítez Pérez, detto El Cordobés (Palma del Río, 4 maggio 1936), è un torero spagnolo.

## Biografia
Di umili origini, riuscì a diventare uno dei più famosi rappresentanti della tauromachia internazionale ed è considerato in questo campo una delle icone degli anni sessanta del XX secolo.
Dotato di uno stile poco ortodosso (chiamato in spagnolo diferente), che si caratterizzava per la sua immobilità davanti al toro, causò sempre molta emozione durante i suoi combattimenti ma altrettanti giudizi controversi.
Fu proclamato dal comune di Cordova quinto Califa del Toreo, insieme a Lagartijo, Guerrita, Machaquito e Manolete.
Figlio non riconosciuto di Julio Benítez e padre di Manuel Díaz González, entrambi toreri ed ambedue chiamati anche loro con lo stesso pseudonimo di El Cordobés, esordì nelle arene il 15 agosto 1959 a Talavera de la Reina nella provincia di Toledo. Miglior torero di Spagna negli anni 1965, 1967, 1970 e 1971, si ritirò una prima volta in quell'anno; ritornò a combattere tra il 1979 ed il 1981 e per breve tempo nel 2000 quando ci fu il suo addio definitivo.
Ha partecipato come attore in vari film e diverse città tra le quali Las Vegas gli hanno dedicato in vita delle vie a suo nome.

## Vita privata
Il 11 ottobre 1975 ha sposato María Martina Fraysse Urruty nella cappella di Nostra Signora di Betlemme a Palma del Río con cui ha avuto cinque figli. Nel 2016 hanno divorziato.
Il Tribunale Provinciale di Córdoba ha confermato che Manuel Benítez Perez ha due figli illegittimi María Ángeles Benítez Raigón e Manuel Díaz González. Negli Stati Uniti, ha un altro figlio illegittimo, l'attore ormai defunto Manuel Benítez, con Alina Elizabeth Velasco.